# Органична химия
Органичната химия е основен дял на химията, който изучава структурата, свойствата, състава и синтеза на органичните съединения – въглеводородите и техните производни. Това обхваща въглеродните съединения без карбидите, оксидите му (CO и CO2) и H2CO3 и производните ѝ. Освен въглерод и водород, органичните съединения включват и почти всички останали елементи, най-често O, N, S, P и Si. Органичните молекули са образувани от въглеродните вериги и пръстени, които образуват милиони разнообразни органични молекули, докато броят на неорганичните съединения не надвишава 500 хиляди.
Органичните съединения имат множество практически приложения. Те са основни съставки в боите, пластмасите, храната, експлозивите, лекарствата, нефтопродуктите и т.н. Имат основна биологична роля във всички жизнени процеси при живите организми. Първоначално те са извличани от живи организми, откъдето произлиза името им.

Една от основните задачи на органичната химия е систематизирането на органичните съединения. При класификациятаим за основа се вземат въглеводородите и всички останали органични съединения се разглеждат като техни производни: халогенопроизводни, алкохоли и феноли, етери, алдехиди и кетони, карбоксилни киселини, амини, нитросъединения, аминокиселини и т.н.

## История
Сведения за получаване и превръщания на органични вещества – захари и природни багрила (индиго, ализарин и др.), алкохолна и оцетнокисела ферментация, датират от дълбока древност. През Средните векове става известно изолирането на етерични масла и лекарства от растения, получаването на оцетна киселина чрез суха дестилация на дърва и други.
През 1787 г. Лавоазие опитно установява наличието на въглерод в органичните съединия, тъй като при горенето те отделят CO2. Органичната химия става самостоятелна наука в началото на 19 век. Терминът е въведен за първи път от шведския учен Берцелиус през 1807 г. Съединенията, образувани от живите организми, той нарича органични. Изкуственото получаване на органични вещества от неорганични съединения тогава се смята за невъзможно и се приема, че органичните съединения се образуват само под действие на „жизнена сила“ (vis vitalis), присъща на живите организми. Това схащане, известно като витализъм, е предложено от Берцелиус и е прието като догма, заради авторитета на Берцелиус.
През 1824 и 1828 г. Фридрих Вьолер, ученик на Берцелиус, осъществява първите синтези на органични от неорганични съединения (оксалова киселина от дициан, и карбамид от амониев цианат). Това откритие нанася удар върху витализма, но тази теория е водещо направление в химията още две десетилетия. През 1830 г. Гмелин определя предмета на органичната химия като наука, която изучава съединенията въглерода с всички останали химични елементи. Намирането на методи за определяне на елементарния състав на органични вещества и първия опити за обяснение на строежа им е радикаловата теория на Юстус фон Либих и Фридрих Вьолер от 1832 г. Идеята, че свойствата на органичните съединения зависят от състава и строежа на молекулите им полага основите на съвременната структурна теория. През 1857 г. Кекуле доказва постоянната четиривалентност на въглерода и възможността той да образува въглеродни вериги, като предполага и съществуването на явлението изомерия. През следващата година Купър въвежда структурните формули.
Електронната теория за валентността позволява намиране на обобщено тълкуване на много частни закономерности, например ориентиращото заместване в ароматните ядра, реакциите на спрегнати системи, правилото на Марковников и др. Развитието на теорията и на физичните методи на изследване, като спектроскопия и ЯМР, позволяват бърз структурен анализ на съединенията. Доказва се строежът на множество природни съединения, например витамин B12 (Александър Тод) и инсулин (Ф. Сейнджър). Синтезират се първите биомолекули – хлорофил през 1960 г. от М. Щрел и Антон Калоянов.
Методите на органичната химия са основата на съвременното промишлено производство на каучук, пластмаси, синтетични влакна, багрила, лекарства, инсектициди и много други.

## Органични съединения
Причина за голямото разнообразие на органичните съединения са образуването на въглеродни вериги и малката разлика с електроорицателността на водорода, образувайки стабилен, неполярен въглеводороден скелет. Въпреки известните няколко милиона съединения, изчислено е, че са възможни около 1063 стабилни органични съединения, но във Вселената няма толкова въглеродни атоми. В органичните съединения винаги въглеродният атом е в четвърта валентност. Други елементи също оразуват връзки между своите атоми, но само въглеродът е способен да образува стабилни дълги вериги и циклични структури. Въглеродните вериги биват прави, разклонени, циклични и смесени. Връзките между въглеродните атоми могат да са прости, двойни или тройни. Това позволява различната хибридизация на въглеродиния атом – sp3 (проста връзка) sp2 (двойна връззка) sp (тройна връзка). Освен въглерод органичните съединения често съдържат водород, азот и кислород. Тези елементи, заедно с въглерода, са наречени органогенни.

### Алифатни съединения
Алифатните въглеводороди имат права или разлонена верига, но не съдържат въглеводородни пръстенни структури. Групата обединява алканите, алкените и алкините. Те са едни от най-разпространените органични съединения на Земята и се съдържат главно в нефта.

### Ароматни съединения
Ароматните съединения са циклични въглеводороди, които имат делокализиран π-електронен облак. Такива съединения са бензенът, циклопентадиенидният(-) йон и други. Те са по-слабореактивни от алифатните въглеводороди, въпреки своя силноненаситен строеж. За тях са характерни предимно заместителни реакции.

### Хетероциклични съединения
Хетероциклични са циклични органични съединения, в чиито пръстени има поне един хетероатом. Голяма част от тях са с ароматен характер и са важни биогенни и физиологичноактивни вещества, например базите в нуклеотидите на ДНК и РНК.

### Полимери
Голяма част от полимерите със съвременно промишлено значение са органични съединения – каучукът, пластмасите и синтетичните влакна.

### Биомолекули
Някои широко разпространени биорганични съединения са отделени въсамостоателни групи. Такива са белтъците, нуклеиновите киселини, въглехидратите, стероидите, алкалоидите терпените и т.н.